# (7346) Boulanger
(7346) Boulanger (1993 DQ2) – planetoida z grupy pasa głównego asteroid okrążająca Słońce w ciągu 4,88 lat w średniej odległości 2,88 j.a. Została odkryta 20 lutego 1993 roku.